# Colpochila tindalei
Colpochila tindalei är en skalbaggsart som beskrevs av Lea 1926. Colpochila tindalei ingår i släktet Colpochila och familjen Melolonthidae. Inga underarter finns listade i Catalogue of Life.